# Marjo Buitelaar
Maria Wilhelmina (Marjo) Buitelaar (1958) is hoogleraar Hedendaagse islam aan de Rijksuniversiteit Groningen, en schrijver van diverse boeken over religie en cultuur in de Marokkaanse samenleving.
Marjo Buitelaar studeerde culturele antropologie aan de Radboud Universiteit Nijmegen. Zij studeerde af op veldonderzoek naar de betekenis van het badhuis (de Hamam) voor vrouwen in Marokko, waar ze twee jaar woonde en promoveerde op onderzoek naar de beleving van de vastenmaand Ramadan door Marokkanen. In 2000 deed zij onderzoek onder hoogopgeleide vrouwen van Marokkaanse afkomst in Nederland. Vanaf 1991 was Buitelaar als antropoloog verbonden aan de Faculteit Godgeleerdheid en Godsdienstwetenschap van de Rijksuniversiteit Groningen, vanaf 2002 is ze universitair hoofddocent. In 2017 werd ze benoemd tot hoogleraar met de leeropdracht Hedendaagse islam; haar oratie vond plaats op 16 januari 2018.
Haar boek Islam en het dagelijks leven beschrijft de betekenis van de Koran in het alledaagse leven en de invloed van de islam op seksualiteit. Met anekdotes wordt geïllustreerd waarom het badhuis zo populair is, wat Marokkaanse opvattingen over ziekte en gezondheid zijn en wat de aantrekkingskracht van fundamentalistische religieuze zelfhulpgroepen is.

## Belangrijkste publicaties
- Fasting and feasting in Morocco : an ethnographic study of the month of Ramadan, 1991, academisch proefschrift, Nijmegen
- Vasten en Feesten in Marokko. Hoe vrouwen Ramadan vieren, 1993
- De koran: ontstaan, interpretatie en praktijk, 1993 met Harald Motzki
- Eet van de goede dingen : culinaire culturen in het Midden-Oosten en de islam, 1995, met Geert Jan van Gelder
- Het badhuis tussen hemel en hel, 1996, met Geert Jan van Gelder
- Mystiek. Het andere gezicht van de islam, 1999, met Johan ter Haar, over soefisme
- Ramadan. Sultan van alle maanden (herziene uitgave van Vasten en Feesten in Marokko), 2002
- Islam en het dagelijks leven, religie en cultuur onder Marokkanen, 2006
- Uit en thuis in Marokko: antropologische schetsen, 2007
- Van huis uit Marokkaans : over verweven loyaliteiten van hoogopgeleide migrantendochters, 2009